# ビードロ恋細工
「ビードロ恋細工」（ビードロこいざいく）は、1977年10月25日に発売された高田みづえの3枚目のシングル。

## 解説
- 高田のデビュー曲「硝子坂」、前作「だけど…」に引き続いて、3作連続でオリコンチャートのベスト10入りを果たした。また、作詞作曲は両楽曲と同じく、島武実が作詞を、宇崎竜童が作曲をそれぞれ手掛けている。

## 収録曲
- 全曲作詞：島武実／作曲：宇崎竜童／編曲：船山基紀

1. ビードロ恋細工 (3分00秒)
2. 向い合わせ (3分05秒)